# Crocifissione con il cardinale Torquemada
La Crocifissione con il cardinale Torquemada è un dipinto, tempera su tavola (88x36 cm), di Beato Angelico, databile al 1451-1454 e conservato nel Fogg Art Museum di Cambridge nel Massachusetts.

## Storia e descrizione
L'opera era originariamente lo scomparto centrale di un trittico, del quale si conosce, oltre a questa tavola, un frammento di uno sportello, che rappresenta la parte inferiore di un San Clemente.
L'opera viene datata alla fase tarda dell'Angelico perché la tipologia della Crocefissione non segue il canone della Crocifissione del chiostro di San Marco (1442 circa), ma piuttosto quella del pannello dell'Armadio degli Argenti (1451-1453).
Le braccia della Croce infatti coprono il pannello in tutta la lunghezza e al di sopra di essa germoglia l'Albero della Vita dove un pellicano (simbolo di sacrificio per il bene altrui) fa il nido e si strappa le proprie carni per sfamare i piccoli.
La Vergine e san Giovanni, collocati leggermente arretrati rispetto alla Croce, presentano un certo allungamento di forme, riscontrabile in altre opere tarde come il pannello della Presentazione al Tempio sempre nell'Armadio degli Argenti, mentre in primo piano, di profilo, è inginocchiato il cardinale domenicano Juan de Torquemada.

## Stile
Lo stile del dipinto è improntato a un'intensità di sentimento contenuta ma solenne, con un disegno severo e asciutto.

## Altre immagini

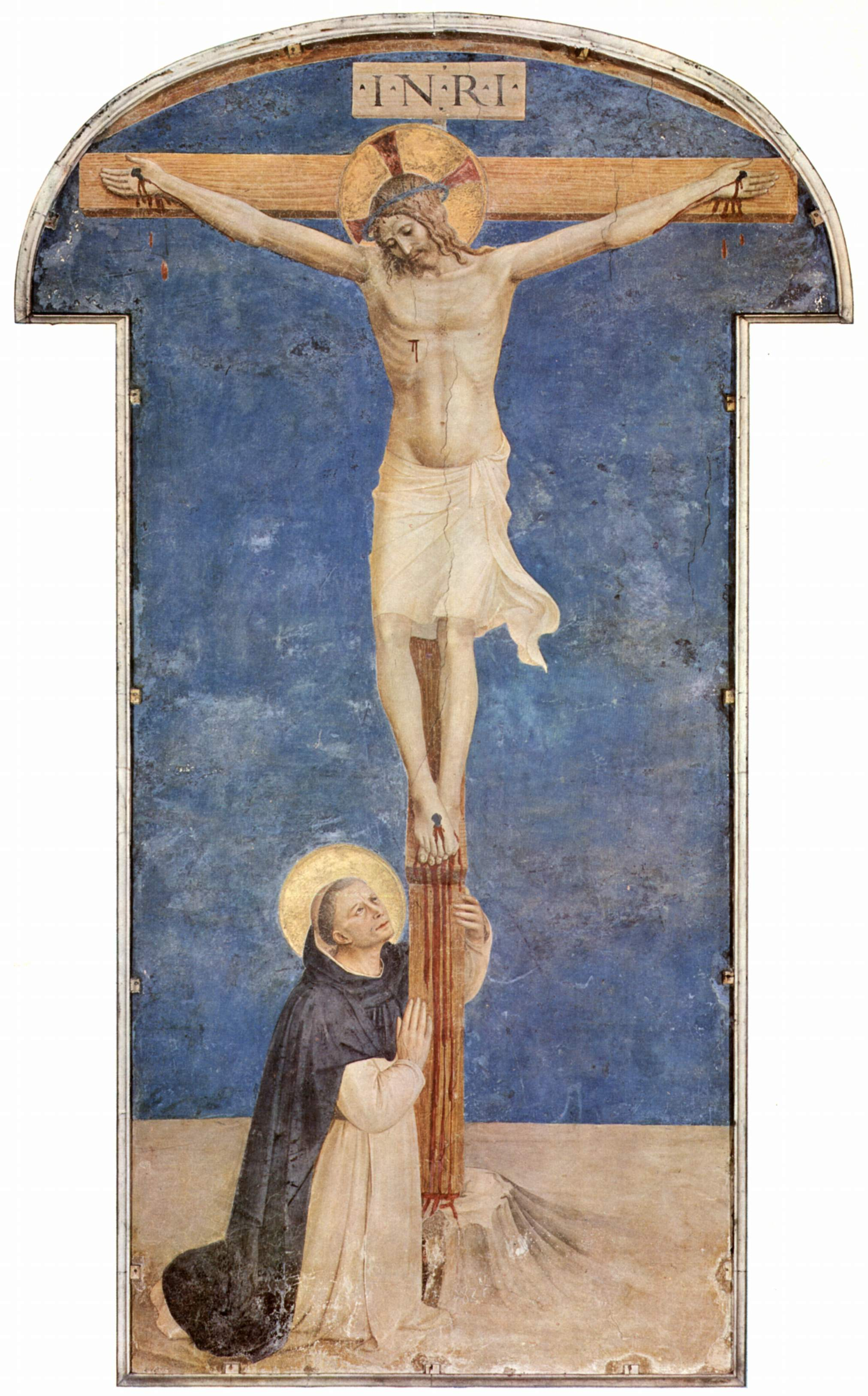
Crocifissione del chiostro di San Marco
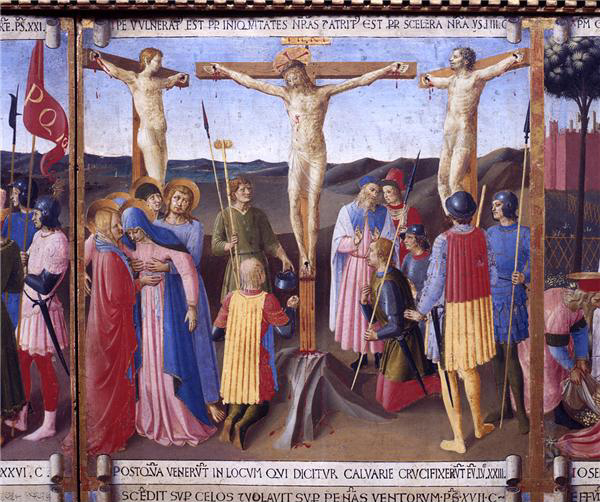
Crocefissione dall'Armadio degli Argenti
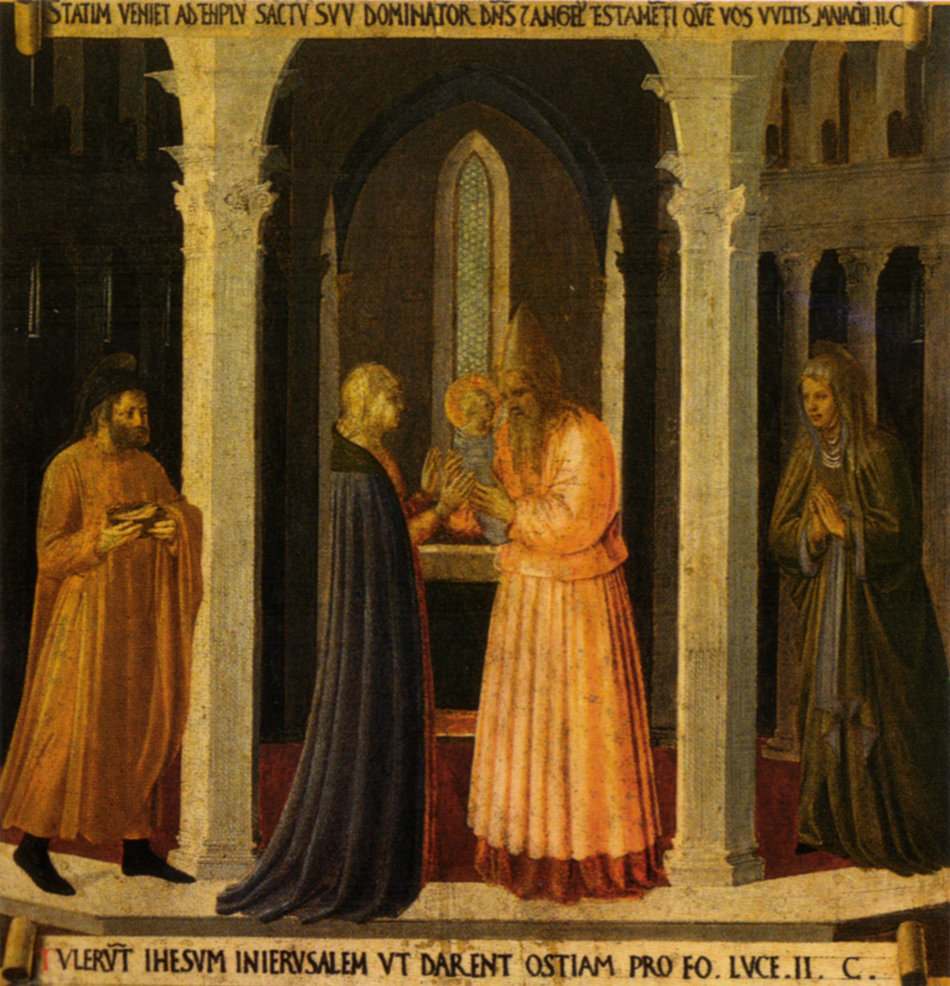
Presentazione al Tempio dall'Armadio degli Argenti